# Câu đằng Trung Quốc
Câu đằng Trung Quốc (danh pháp hai phần: Uncaria sinensis) là loài thực vật thuộc họ Thiến thảo. Đây là loài bản địa của Việt Nam và miền Nam Trung Quốc.